# Nombre narcissique
Pour les articles homonymes, voir Armstrong.

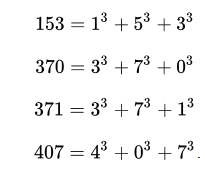
Exemples de nombres narcissiques.

Un nombre narcissique (ou nombre d'Armstrong de première espèce, ou — en anglais — PPDI, pour pluperfect digit invariant) est un entier naturel {\displaystyle n} non nul qui est égal à la somme des puissances {\displaystyle p}-ièmes de ses chiffres en base dix, où {\displaystyle p} désigne le nombre de chiffres de {\displaystyle n} :
{\displaystyle n=\sum _{k=0}^{p-1}x_{k}10^{k}=\sum _{k=0}^{p-1}(x_{k})^{p}\quad {\text{avec}}\quad x_{k}\in \{0,\ldots ,9\}\quad {\text{et}}\quad x_{p-1}\neq 0.}

## Exemples
- Tous les entiers de 1 à 9 sont narcissiques.
- Les dix termes suivants de la suite des 88 nombres narcissiques (suite A005188 de l'OEIS) sont 153, 370, 371, 407, 1 634, 8 208, 9 474, 54 748, 92 727 et 93 084.
  - {\displaystyle 153=1^{3}+5^{3}+3^{3}}.
  - {\displaystyle 93084=9^{5}+3^{5}+0^{5}+8^{5}+4^{5}}.
- Pour toute base {\displaystyle b\geqslant 2} entière, l'ensemble des nombres narcissiques dans cette base est fini.

- Le plus grand est 115132219018763992565095597973971522401[1].

## Historique
Dans son livre "536 puzzles and curious problems" , Henri Dudeney (1857 - 1930) pose le problème de trouver des nombres égaux à la somme des cubes de leurs chiffres autres que 407 et 370 (pb 143) .

## Variantes des nombres d'Armstrong
- Un nombre d'Armstrong[3] de quatrième espèce, ou perfect digit invariant (PDI) est un entier n qui est égal à la somme des puissances q-ièmes de ses chiffres, mais cette fois pour un entier q > 0 quelconque, non nécessairement égal au nombre p de chiffres de n (un tel n n'est donc généralement pas un nombre narcissique) :{\displaystyle n=\sum _{k=0}^{p-1}x_{k}10^{k}=\sum _{k=0}^{p-1}(x_{k})^{q}\quad {\text{avec}}\quad x_{k}\in \{0,\ldots ,9\},} pour un certain q > 0.Intuitivement, il est clair que si p est le nombre exact de chiffres de n et augmente, q tend à augmenter.

- Pour les nombres d'Armstrong de troisième espèce (PDDI), voir l'article Nombre de Münchhausen.
- Un nombre d'Armstrong n de deuxième espèce vérifie quant à lui :

{\displaystyle n=\sum _{k=0}^{p-1}x_{k}10^{k}=\sum _{k=0}^{p-1}(x_{k})^{k+1}\quad {\text{avec}}\quad x_{k}\in \{0,\ldots ,9\}}.
- On peut également considérer les nombres d'Armstrong dans une base autre que dix.
- Les nombres égaux à une puissance de la somme de leurs chiffres sont les nombres généralisés de Dudeney.